# Tulpenbecher (Michelsberger Kultur)

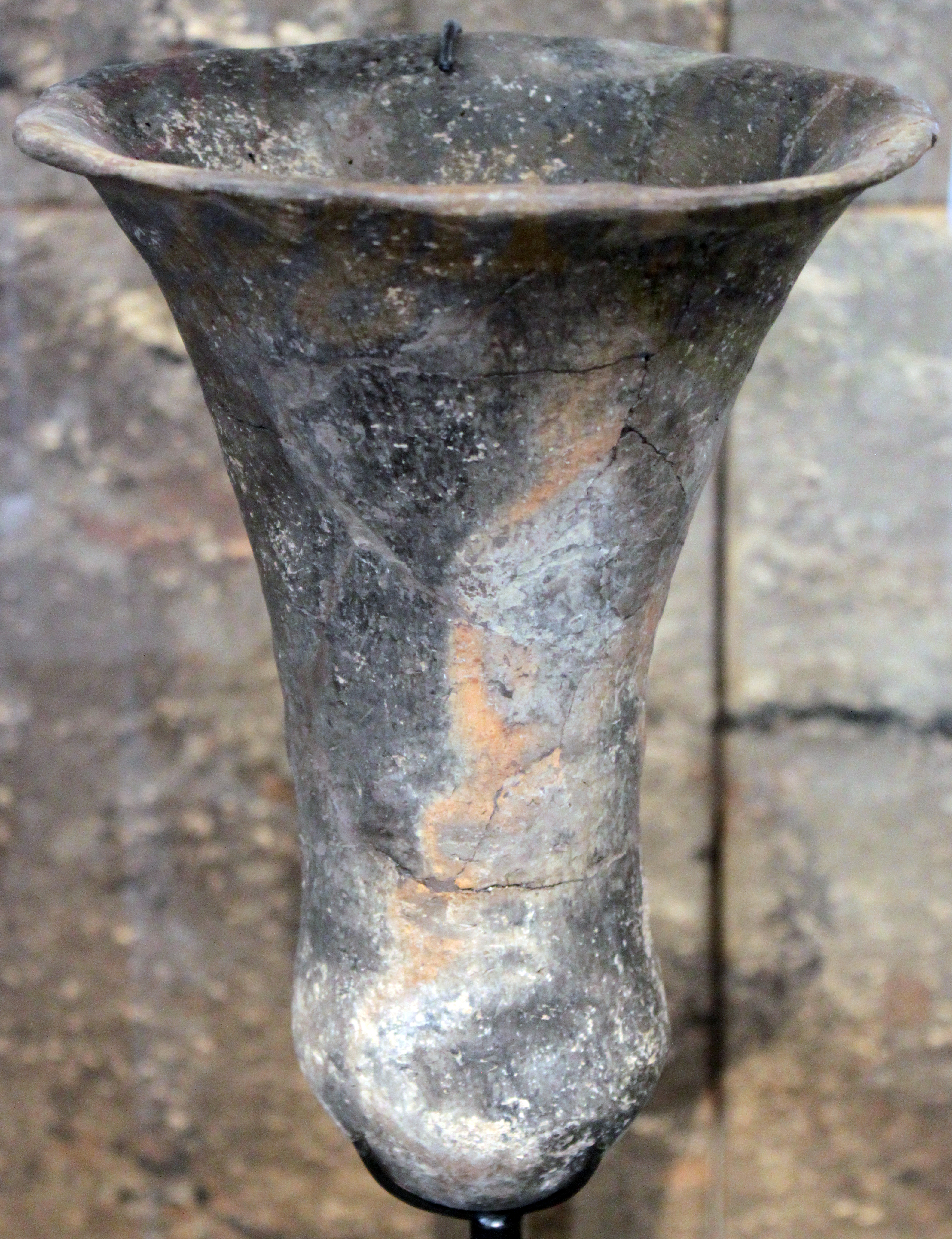
Tulpenbecher vom Michelsberg, Landesmuseum Württemberg

Tulpenbecher sind neben Backtellern die charakteristischste Leitform der jungneolithischen Michelsberger Kultur. Die Becher erinnern in ihrer Form an den Blütenkelch einer Tulpe.
Eine Frühform stellen die sogenannten Beutelbecher dar, die Übergänge zum eigentlichen Tulpenbecher sind fließend. Der klassische Tulpenbecher ist rundbodig und besitzt einen trichterförmigen Rand. Späte Formen sind sehr schlank und besitzen ein knollenförmiges Unterteil sowie einen stark ausladenden Rand. Als Sonderformen treten ausgebeutelte Becher und Becher mit flachem Boden auf.
Das Farbspektrum der Keramik reicht von gelblich-grau über braun bis schwarz. Verzierung tritt sehr selten auf und umfasst Knubben am Unterteil sowie Stichreihen am Gefäßrand.
Die Häufigkeit von Tulpenbechern unterscheidet sich regional sehr stark. Während sie im Verbreitungsgebiet der Hauptgruppe der Michelsberger Kultur zu den charakteristischsten Gefäßtypen zählen, sind sie im mitteldeutschen Verbreitungsgebiet nur selten anzutreffen.